# 原英国驻上海总领事馆
原英国驻上海总领事馆又稱外滩源壹号，为外滩源33号一部分，位于上海市中山东一路33号，是上海市第二批优秀历史建筑。该建筑包括领事馆和领事官邸两栋房子，始建于1849年，1870年平安夜遭到大火焚毁，1873年完成重建工程。外滩馆址最初占地126亩，目前仍存有58亩，是外滩地区唯一拥有较大规模花园绿地的建筑区域，同时也是外滩地区现存最早的建筑。1873年重建后的领事馆为两层砖木结构建筑，由格罗斯曼和鲍伊斯共同设计完成，并由余洪记营造厂负责建造。建筑样式为文艺复兴府邸风格。建筑屋顶采用传统中式蝴蝶瓦，屋前则为典型的英式花园。而领事官邸则位于领事馆的北侧，与领事馆通过长廊相连。立面采用清水砖，底层外圈采用劵柱廊。

## 历史
1843年11月14日，英国驻上海领事馆正式开馆后，由于对其租用房屋房东出售门票一事反感，在苏州河以南购地126亩准备新领事馆。而领事巴富尔因违反英国法律购地而被解职。新领事阿礼国借青浦教案，将购得之地划入英租界，而最终得以修建领事馆，并于1849年7月21日建成启用。领事馆在1852年翻修后，1870年12月24日发生大火，两年后开始重建，翌年完成。二战爆发后，领事馆分别于1941年和1949年两次关闭。。
1954年，中华人民共和国与英国建立代办级外交关系，当年9月17日，代办处在原领事馆建筑中开放。但由于文革爆发，代办处遭红卫兵入侵并于1967年5月22日发生火烧英国代办处事件。两日后，驻沪侨务专员，办事处关闭。
中英两国1972年建立大使级外交关系后，上海总领事馆设于永福路244号。原建筑修复后曾被机管局使用，1994年2月15日，英国领事馆及领事官邸被上海市人民政府公布为第二批上海市优秀历史建筑。2010年改造為外滩源壹号，成為外灘源的一部分。